# Partito Democratico della Guinea Equatoriale
Il Partito Democratico della Guinea Equatoriale (in spagnolo Partido Démocratico de Guinea Ecuatorial - PDGE) è un partito politico equatoguineano, controllato interamente dal presidente e dittatore Teodoro Obiang Nguema Mbasogo.
È, de facto, l'unico partito legale in Guinea Equatoriale dal 1987, nonostante nel 1991 siano stati legalizzati altri partiti. Tutte le elezioni dove ha partecipato il PDGE sono state infatti ritenute fraudolente dagli osservatori internazionali e l'opposizione non possiede alcun potere reale.